# Parasoldanellonyx typhlops
Parasoldanellonyx typhlops is een mijtensoort uit de familie van de Halacaridae. De wetenschappelijke naam van de soort is voor het eerst geldig gepubliceerd in 1933 door Viets.